# Œdipe (opéra)
Pour les articles homonymes, voir Œdipe (homonymie).

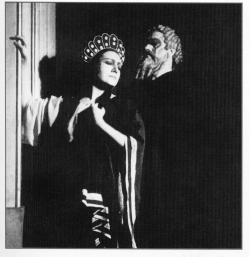
André Pernet (Oedipe) et Marisa Ferrer (Jocaste) à la création de l’œuvre à l'Opéra Garnier, 1936.

Œdipe, op. 23, est une tragédie lyrique en quatre actes et six tableaux de Georges Enesco, sur un livret original en français d'Edmond Fleg.
Esquissée dès 1910 et achevée le 27 avril 1931, elle a été créée à l’opéra Garnier le 13 mars 1936 sous la direction de Philippe Gaubert, avec André Pernet dans le rôle-titre. Unique opéra du compositeur, cette œuvre s'inscrit parmi les compositions lyriques majeures de la première moitié du XXe siècle.
Le livret versifié rassemble Œdipe-roi et Œdipe à Colone de Sophocle en un seul bloc linéairement orienté vers une fin au message humaniste. Le rôle d'Œdipe est prépondérant, au point d'avoir parfois fait penser à un « monodrame » avec personnages secondaires. La musique, utilisant le principe des leitmotive hérité de Wagner, mais ayant également des parentés avec Claude Debussy et Arthur Honegger et anticipant sur Olivier Messiaen, exploite une très vaste étendue des ressources du langage musical et de l'expressivité vocale.
Une version en roumain élaborée sous la supervision de l'auteur a été créée à Bucarest par Constantin Silvestri en 1958. 
La partition, d'une durée de 2h30 environ, est publiée aux éditions Salabert. Elle est dédiée à la princesse Marie Cantacuzène, qu’Enesco épousera en 1937.
Œdipe a été repris à l'Opéra Bastille du 23 septembre au 14 octobre 2021 dans une mise en scène de Wajdi Mouawad.

## Discographie
Intégrales
- David Ohanesian (Œdipe), Ioan Hvorov (Tiresias), Valentin Teodorian (le berger), Elena Cernei (Jocaste), Zenaida Pally (la Sphinge), Dan Iordachescu (Créon), Maria Sindilaru (Antigone), etc., Orchestre et Chœurs de l'Opéra national roumain, Mihai Brediceanu (dir.) - Electrecord, 1966 (version en roumain)
- José Van Dam (Œdipe), Gabriel Bacquier (Tirésias), Nicolaï Gedda (le berger), Brigitte Fassbaender (Jocaste), Marjana Lipovsek (la Sphinge), Marcel Vanaud (Créon), Barbara Hendricks (Antigone), etc., Petits Chanteurs de Monaco, Orfeon Donastiarra, Orchestre de l'Opéra de Monte Carlo, Lawrence Foster (dir.) - EMI 1990
- Monte Pederson (Œdipe), Egil Silins (Tiresias), Michael Roider (le berger), Marjana Lipovsek (Jocaste, La Sphinge), Davide Damiani (Créon), Ruxandra Donose (Antigone), etc., Orchestre et Chœurs de l'Opéra d'État de Vienne, Michael Gielen (dir.) - Naxos, 2006

## Œdipe Redux
En 2018, Mat Maneri et Lucian Ban écrivent une relecture de l'opéra Œdipe (1931) de Georges Enesco, entre musique de chambre et jazz contemporain, Œdipe Redux. La création mondiale a lieu le 5 décembre 2018 à l'Opéra de Lyon, auditorium unterground.
- Mat Maneri, alto
- Lucian Ban (en), piano
- Jen Shyu, voix
- Theo Bleckmann, voix
- Louis Sclavis, clarinette et clarinette basse
- Ralph Alessi (en), trompette
- John Hebert[4], contrebasse
- Tom Rainey, batterie